# 米氏巨棘角鮟鱇
米氏巨棘角鮟鱇，又稱米氏大角鮟鱇，為輻鰭魚綱鮟鱇目棘茄魚亞目巨棘角鮟鱇科的其中一種，分布於東南太平洋智利海域，屬深海魚類，棲息深度1850-2000公尺，雌魚體長可達28.8公分，生活習性不明，不具任何經濟價值。

## 擴展閱讀
維基物種上的相關：米氏巨棘角鮟鱇